# Juraj Minčík
Juraj Minčík (* 27. März 1977 in Spišská Stará Ves) ist ein ehemaliger slowakischer Kanute.

## Karriere
Juraj Minčík wurde 1995 Junioren-Weltmeister mit dem Team im Einer-Canadier. Ein Jahr später belegte er bei den Olympischen Spielen in Atlanta Platz 15 im C-1 Slalom. Während seiner Karriere wurde er mit dem Team fünf Mal (1998, 200, 2002 2005 und 2007) Europameister und zwei Mal Weltmeister (1997 und 2003).
Bei den Olympischen Sommerspielen 2000 in Sydney startete er erneut im C-1-Slalomwettbewerb und gewann die Bronzemedaille.
Bei den Olympischen Sommerspielen 2016 war er als Trainer von Ladislav Škantár, Peter Škantár und Matej Beňuš tätig.